# Culla
Culla és un municipi del País Valencià situat a la comarca de l'Alt Maestrat.

## Geografia
Les altures del terme oscil·len entre els 395 m del mas de Torre Matella i els 1.121 del poble, els 1.090 del Tossal de la Serrà o els 1.082 de l'Esparreguera, la qual cosa unida a l'acció dels dos rius que el travessen, el Montlleó i el Molinell, dona lloc a gran nombre de paratges dignes d'esment, com ara la Cova del Moro, Cova de les Lledoneres, la Cova Blanca, la Cova de les Cabres, la Cova del Marqués, la Cova Redona, la Cova del Suseno, l'Avenc de Penyacalva, la Cova del Bovalar, la del Molinell, la Covarxa; la Font del Molinell, la Font de la Llosa, la Font de la Carrasca, la Font del Gargolé, la Fontassa, la Font de les Vinyes, Font de Santa Maria, la Fonteta del Molinà, el Bassiolet, la Font de Ferrerola, la Font de l'Oli, la Roca de Penyacalva-El Frontó, el Morral de la Maciana, el Morral del Castellalbo, la Roca de la Picossa, El Cingle Verd, el Morral Roig, els Cingles Fondos, el Cinglar de Salusitano, el Racó de Ten, la Roca de la Clapissa, el barranc de Ferrerola, el Cingle la Canal, entre d'altres.
El terme municipal limita amb Benassal, Vilar de Canes, La Torre d'en Besora, Albocàsser, La Serra d'en Galceran, Les Useres, Atzeneta del Maestrat, Benafigos i Vistabella del Maestrat. S'hi accedix des de la carretera CV-166 i pel GR 7.
També hi ha com a atractiu per als caminants els camins que unixen les diferents masies i nuclis de població de tan enorme terme.
La fauna està representada per rapaces, voltors, senglars, cabra salvatge, etc., i la flora té com a representant emblemàtic la Carrasca de Culla, arbre centenari inclòs en el catàleg d'arbres monumentals del País Valencià.

### Nuclis de població

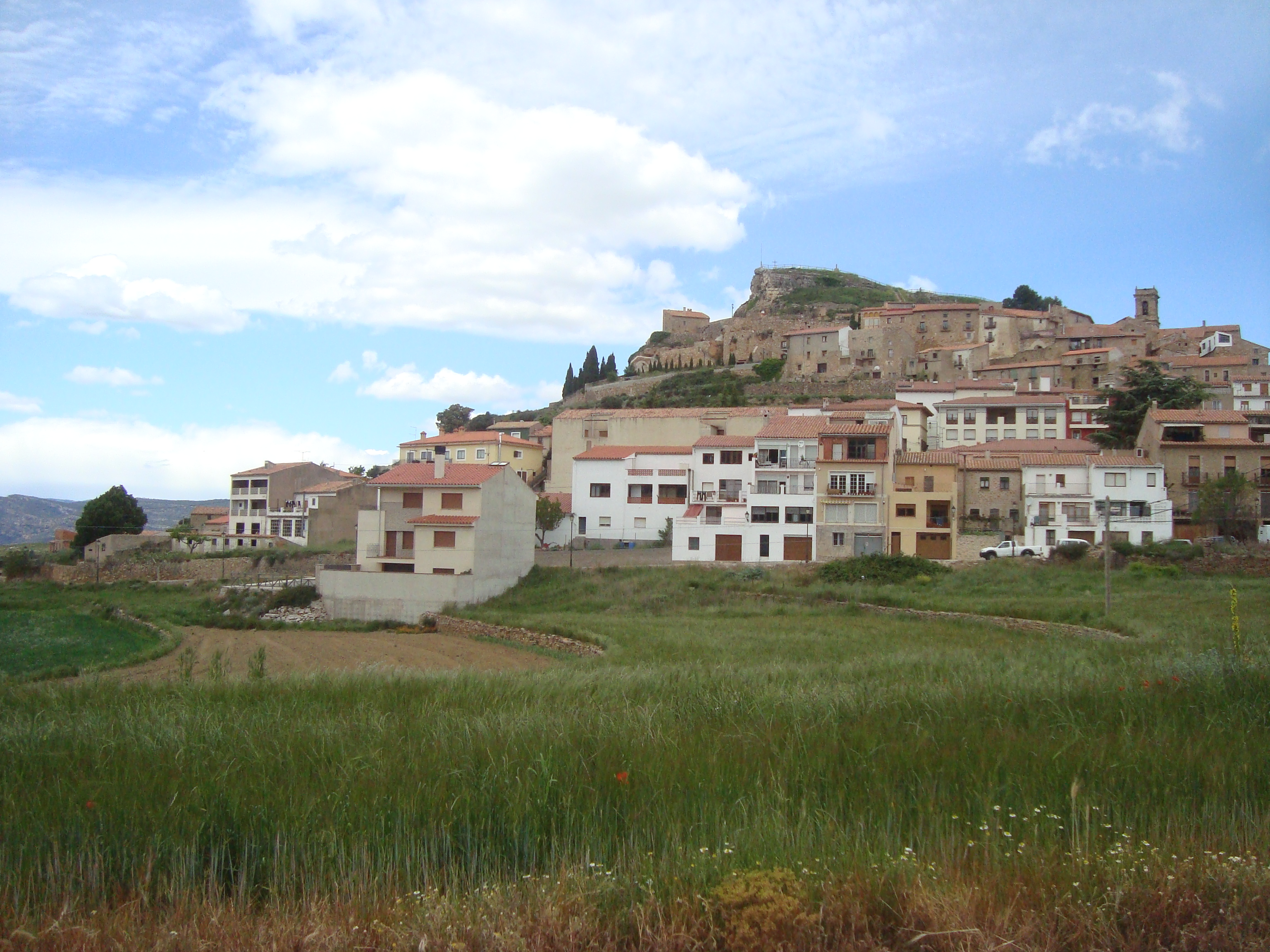
Panoràmica de Culla

- Culla
- Paulo
- Sales de Matella
- Mel o Pla de La Torreta
- Riu Sec
- Molinell
- Monllat
- Pla del Sabater
- Roques de Llao
- Torre de Matella

## Història
Culla remunta els seus orígens a èpoques prehistòriques: prova d'això són les restes arqueològiques trobades al voltant de la Font de la Carrasca, i a la Roca del Corb, així com les pintures rupestres del barranc de Santa Maria i Covarxa, o les restes del poblat iber del Castellar.
Fins a l'Edat Mitjana es manca de dades històriques sobre el municipi de Culla, i és incerta l'època de dominació romana. Va ser domini musulmà fins a començament del segle xiii; passà de manera definitiva a mans cristianes el 1233, després de ser conquistada per Blasco d'Alagó.
Culla va rebre la carta de població el 1244, per Guillem d'Anglesola i la seua dona Constança d'Alagón. El castell de Culla jugava en aquella època un important paper estratègic per la seua situació i per l'ampli territori.
El 1303, Guillem d'Anglesola, net de Balasc d'Alagó, ven Culla i tots els dominis a l'Orde del Temple per la quantitat de 500.000 sous. El 1307 l'orde s'extingix per manament papal i Culla passa a dependre des de 1317 de l'Orde de Santa Maria de Montesa. D'aquella època cal destacar el naixement el 1345 de la Setena de Culla o Comunitat d'Herbatge, que estava constituïda per: Culla, Atzeneta del Maestrat, Vistabella del Maestrat, Benassal, la Torre d'en Besora, Benafigos i Vilar de Canes. Es tractava d'una agrupació de municipis que va comprar els drets d'explotació dels recursos pecuaris i forestals a l'Orde de Montesa per a defendre així amb més força els seus interessos ramaders comuns. El funcionament de la Setena de Culla va perdurar fins a mitjan segle xix. Fins al segle xviii, no hi ha esdeveniments històrics d'especial rellevància, fora de la pèrdua d'influència política i administrativa que a poc a poc va sofrint el castell de Culla.
En el segle xix, fruit de les guerres carlistes dels set anys, el castell de Culla va ser destruït i arrasat, quedant bàsicament la imatge actual de la localitat.

## Demografia
| 1990  | 1992 | 1994 | 1996 | 1998 | 2000 | 2002 | 2004 | 2005 | 2006 | 2010 |
| ----- | ---- | ---- | ---- | ---- | ---- | ---- | ---- | ---- | ---- | ---- |
| 1.010 | 946  | 918  | 844  | 811  | 771  | 723  | 697  | 677  | 651  | 633  |

## Alcaldia
Des de 2015 l'alcalde de Culla és Víctor Fabregat Tena del Partit Popular (PP).
| Període                       | Alcalde o alcaldessa         | Partit polític | Data de possessió | Observacions |
| ----------------------------- | ---------------------------- | -------------- | ----------------- | ------------ |
| 1979–1983                     | Rafael Rull Miralles         | UCD            | 19/04/1979        | --           |
| 1983–1987                     | Francisco-Hortelano Edo Roig | AP-PDP-UL-UV   | 28/05/1983        | --           |
| 1987–1991                     | Nicomedes Bellés Orenga      | AP             | 30/06/1987        | --           |
| 1991–1995                     | Juan Miguel Alcácer Bellés   | PP             | 15/06/1991        | --           |
| 1995–1999                     | Manuel Traver Beltrán        | PP             | 17/06/1995        | --           |
| 1999–2003                     | Luis Moliner Miralles        | PP             | 03/07/1999        | --           |
| 2003–2007                     | Luis Moliner Miralles        | PP             | 14/06/2003        | --           |
| 2007–2011                     | José Francisco Bellés Porcar | PP             | 16/06/2007        | --           |
| 2011–2015                     | José Francisco Bellés Porcar | PP             | 11/06/2011        | --           |
| 2015–2019                     | Víctor Fabregat Tena         | PP             | 13/06/2015        | --           |
| 2019-2023                     | Víctor Fabregat Tena         | PP             | 15/06/2019        | --           |
| Des de 2023                   | n/d                          | n/d            | 17/06/2023        | --           |
| Fonts: Generalitat Valenciana |                              |                |                   |              |

## Economia
Basada tradicionalment en l'agricultura de secà (ametler, avellaner, olivera, vinya i cereals) i la ramaderia predominant és extensiva (ovina, caprina, bovina), i en menor mesura intensiva (porcina, avícola i apícola).

## Monuments

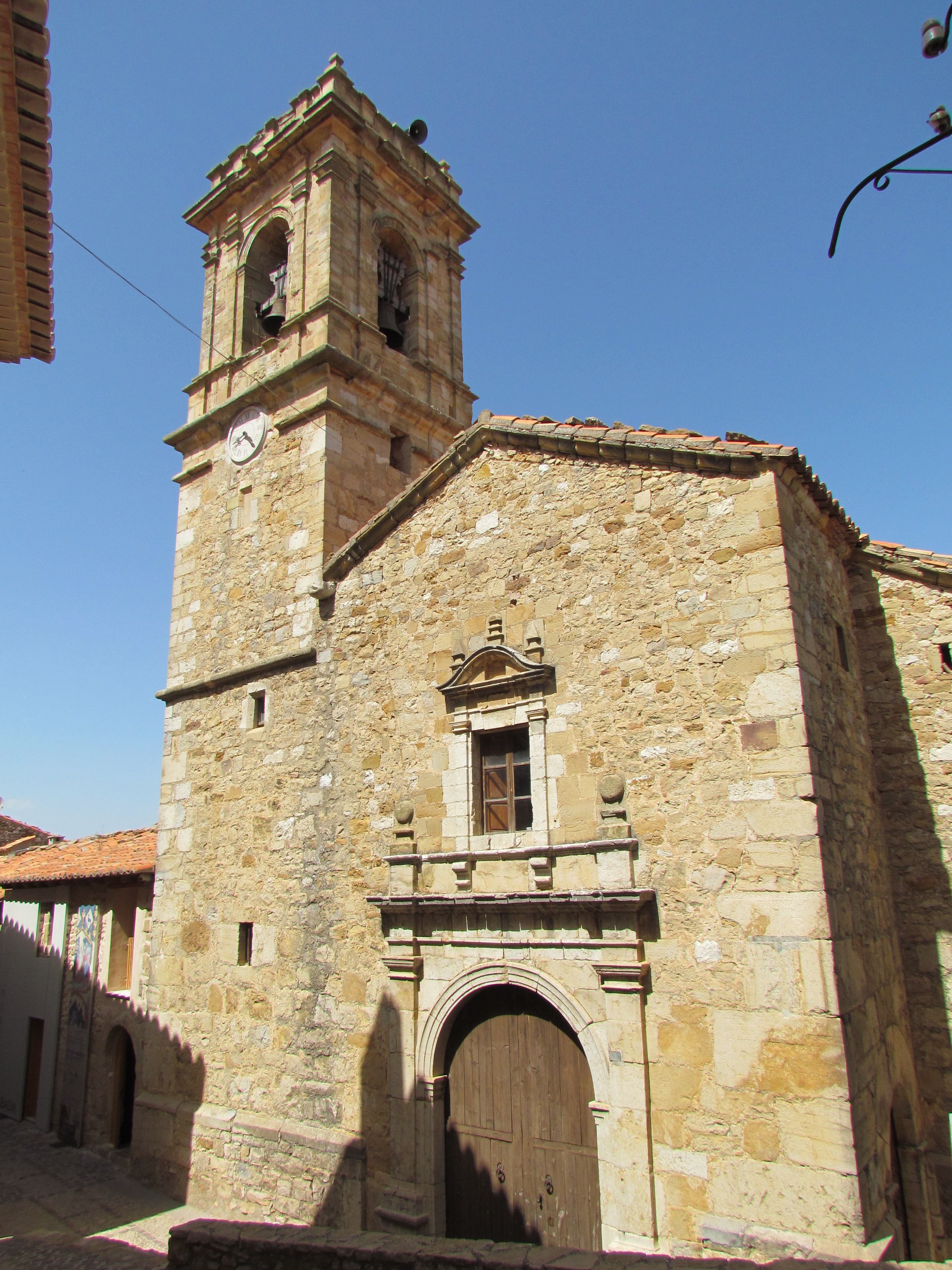
Església del Salvador

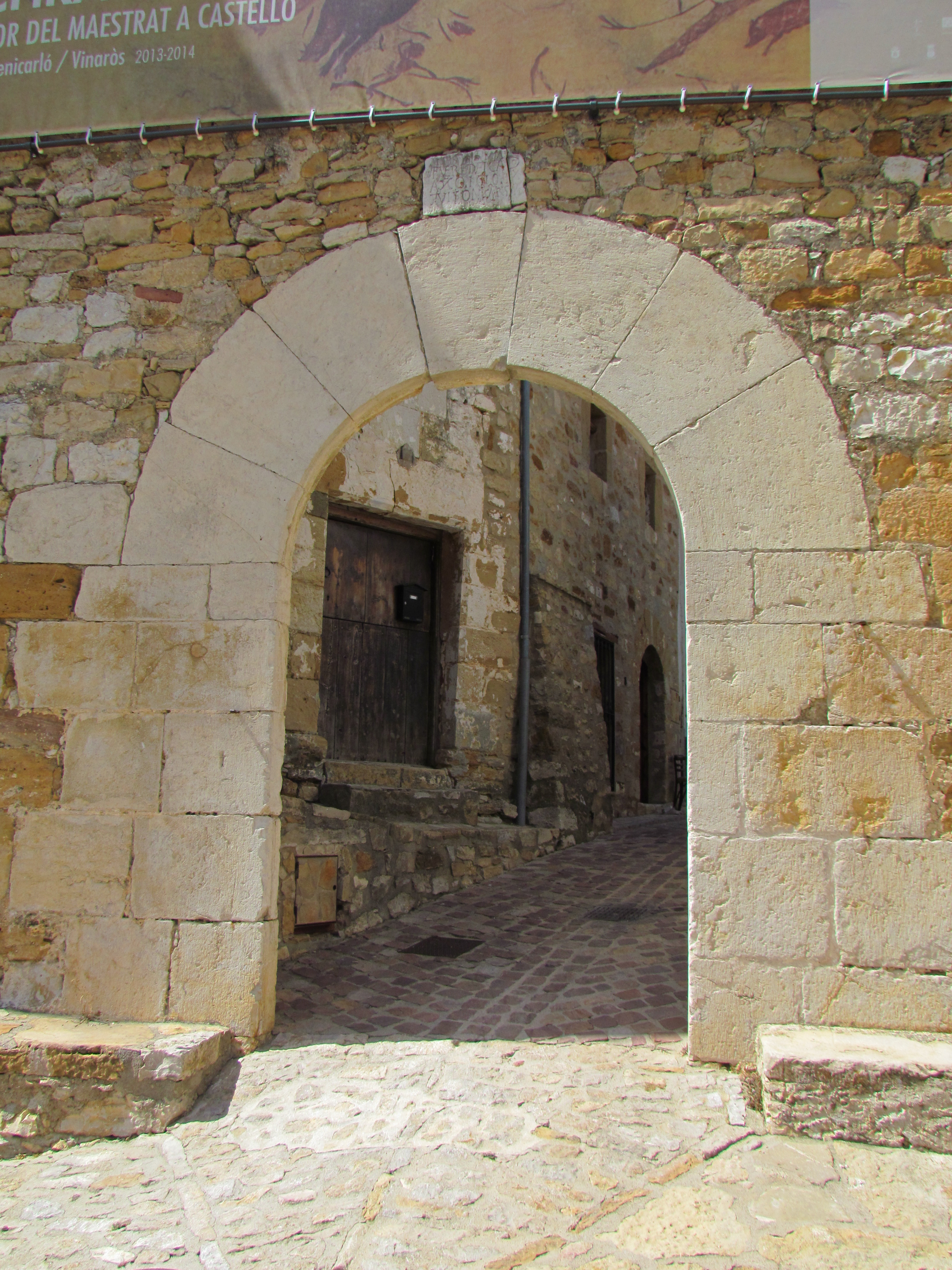
Porta Nova

### Monuments religiosos
- Església del Salvador. Del segle xviii.

En l'interior es conserva un retaule de sant Roc, tríptic en pintura del segle xvi, i l'estàtua de pedra del Salvador, patró del municipi de Culla, d'estil gòtic, datada del segle xiv.
- Ermita de Sant Roc. Del segle xvi.

- Ermita de Sant Cristòfol. Del segle xviii.

### Monuments civils
- Torre Matella.
- Castell i muralla de Culla. Ruïnes de l'antic castell àrab, en el qual ressalten les restes de la torre del Frare Pere i les muralles i torrasses del segle xiii, també la porta d'entrada a la barbacana del castell, amb els escuts d'armes de l'orde de Montesa.
- Torre Amador.
- Torre del Palomar
- La Presó. Dels segles xiii i xiv. Antic graner del comanador conegut actualment com la Presó, ja que va ser utilitzat com a presó durant les guerres carlistes.
- Torre de guaita de Sant Cristòfol.
- El Perxet. Làpida medieval del carrer de la Font, del segle xiv.
- Nucli històric de Culla.
- Arc de la Porta Nova. Del segle xiv. Porta d'accés al recinte emmurallat medieval.
- Antic Hospital. Del segle xvii.

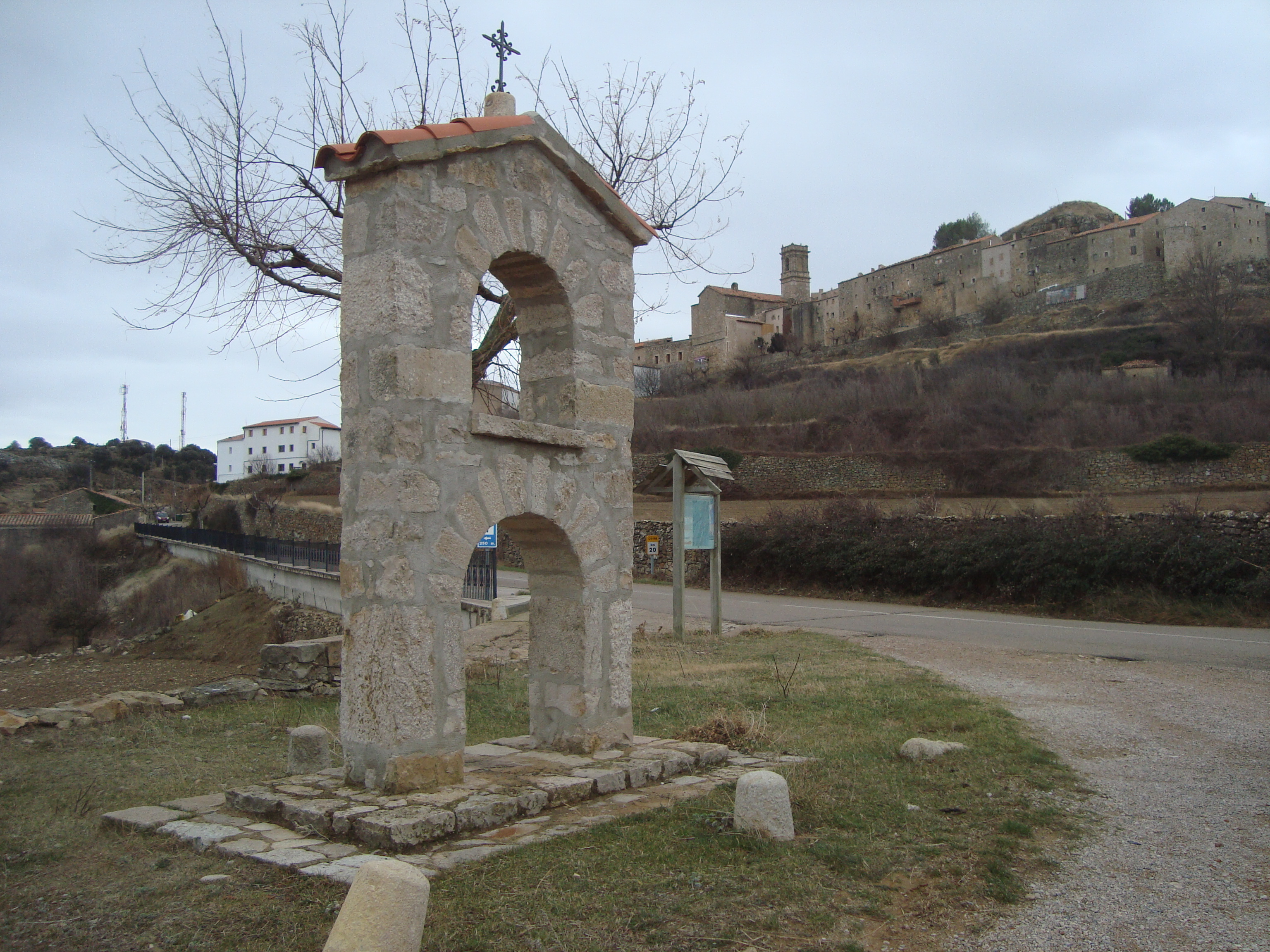
Panoràmica de Culla
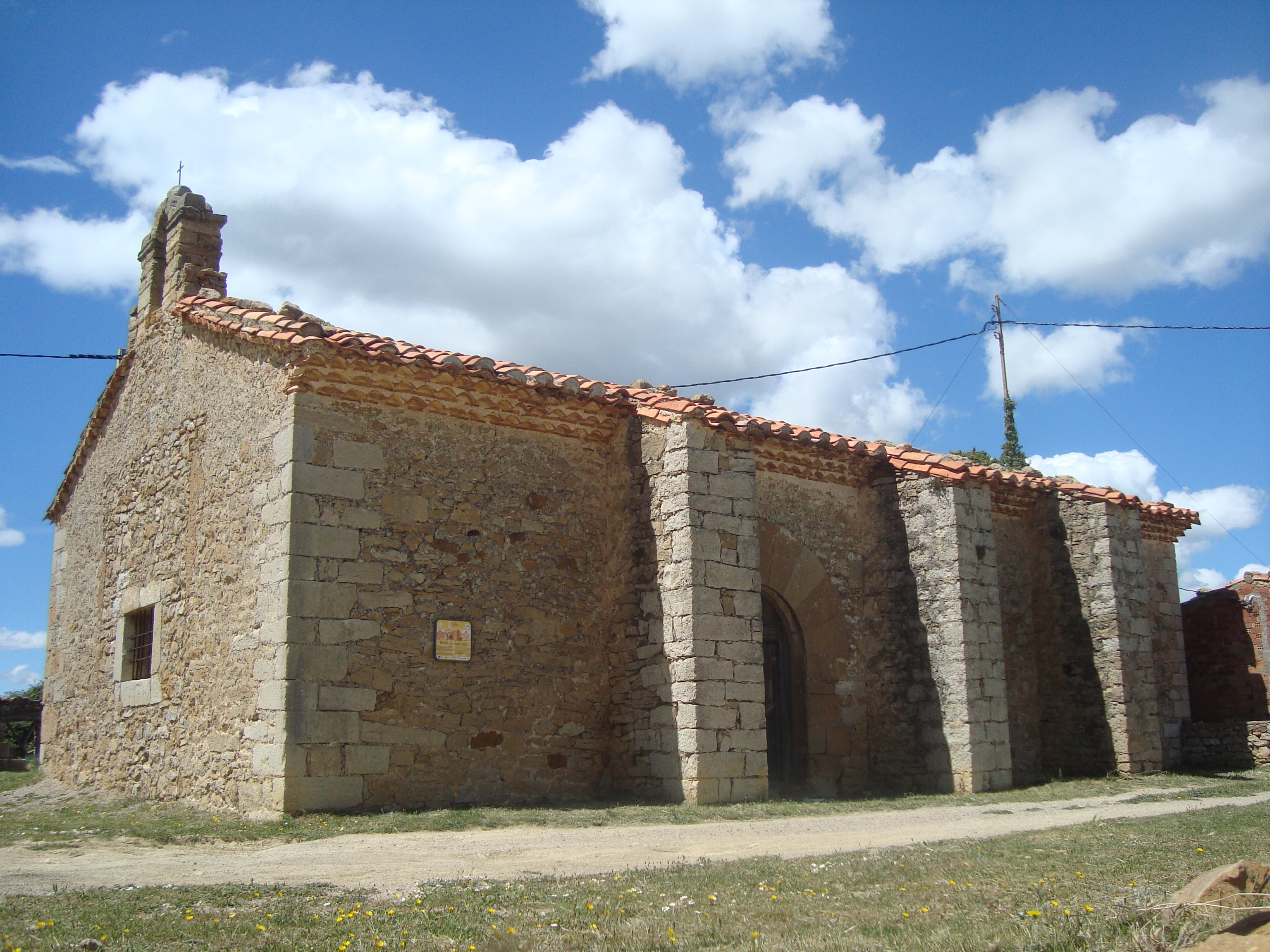
Ermita de Sant Roc
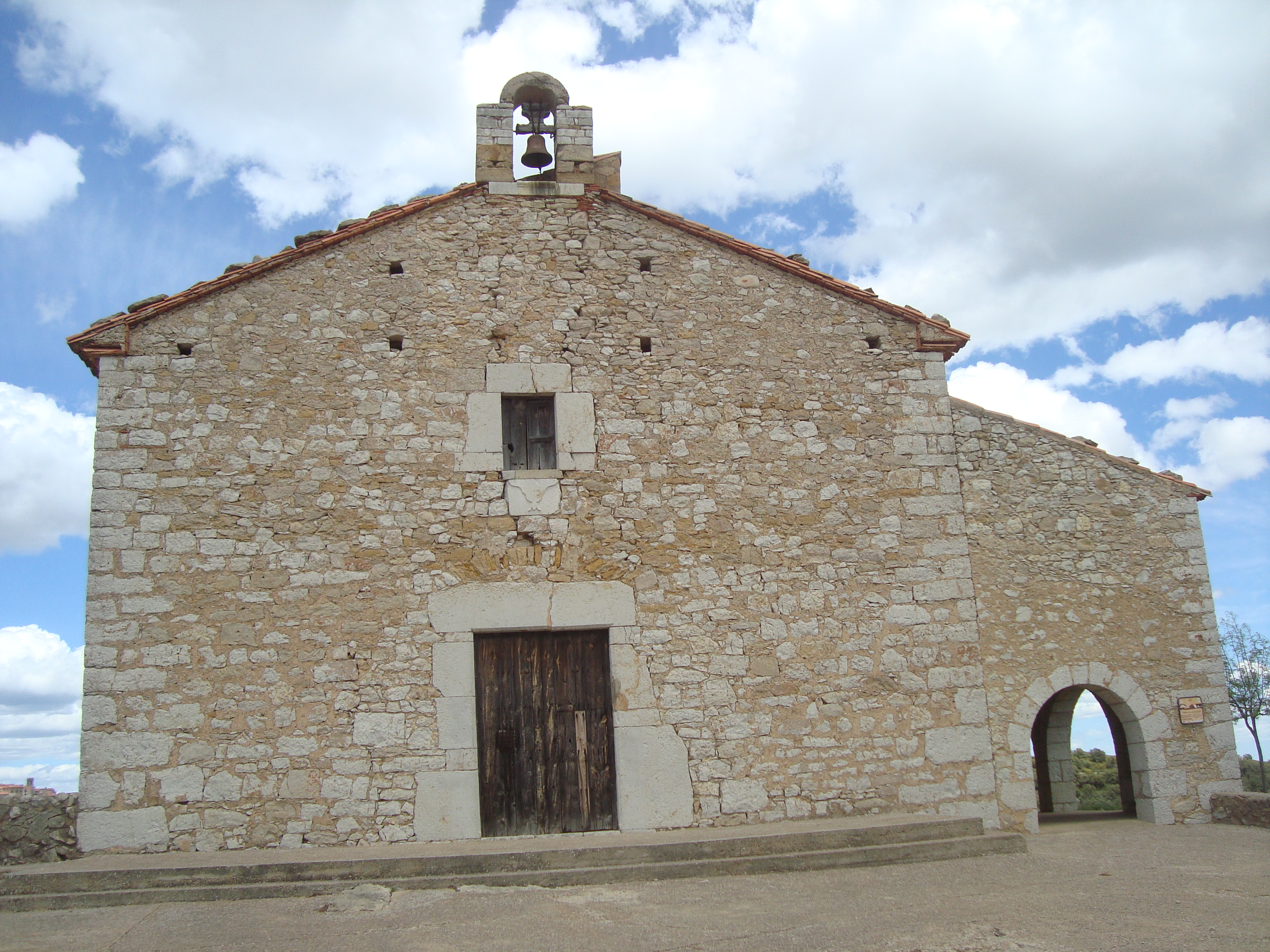
Ermita de Sant Cristòfol
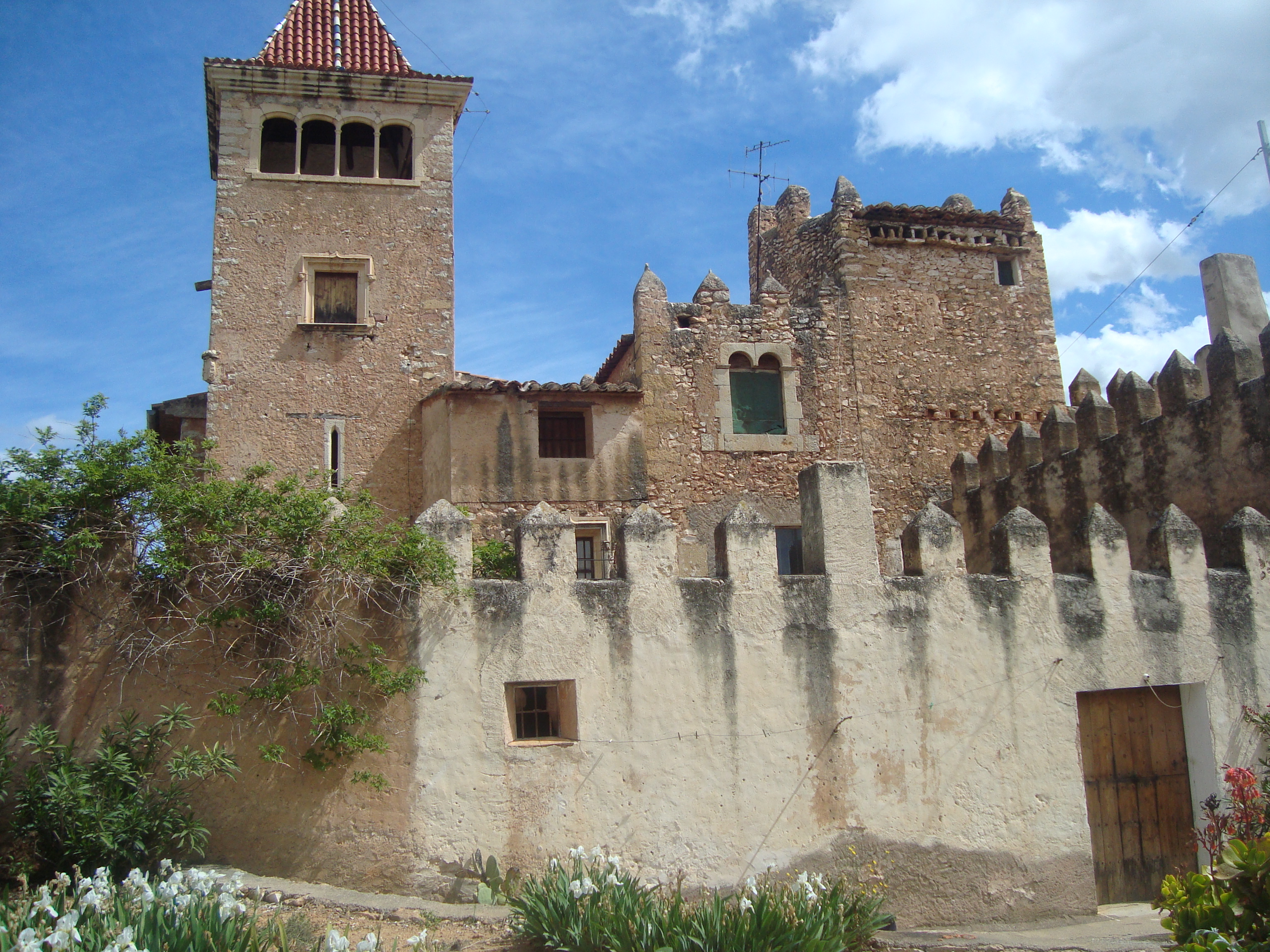
Torre Matella
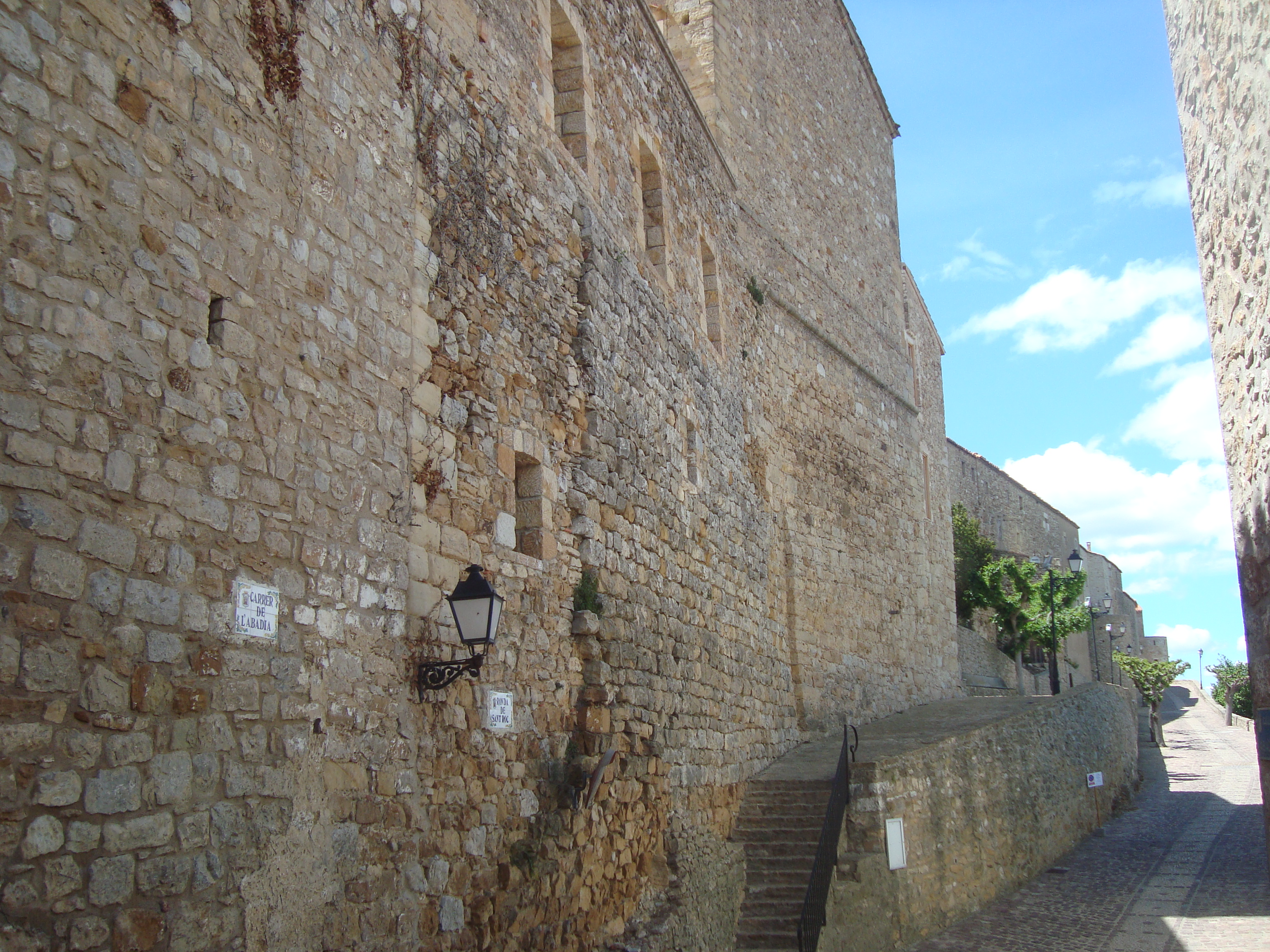
Muralles de Culla

## Festes i celebracions locals

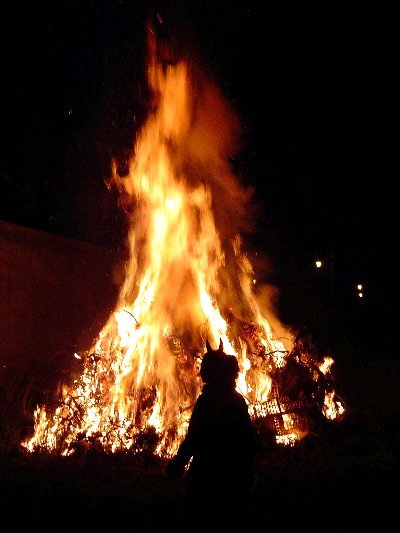
La foguera de Sant Antoni

- Sant Pere màrtir i Sant Antoni. A finals d'abril amb el cant d'Albaes, representació teatral de La Diablera, repartiment de la Coqueta de Sant Antoni i les corregudes del Gall.
- Romeria a Sant Cristòfol. Se celebra el dilluns de Pentecosta. Es beneïxen els vehicles i es repartix la Prima.
- Processó a Sant Joan de Penyagolosa.
- Festes patronals. Se celebren la setmana del 15, 16 i 17 d'agost en honor del Salvador, Mare de Déu de l'Assumpció i a Sant Roc.
- Sant Miquel. El darrer cap de setmana de setembre.
- Danses populars. A Culla, s'hi conserven una gran quantitat de danses populars. Entre d'altres, hi destaquen els Dansants, els Negrets i les Gitanetes, recuperades, després de 100 anys, per als actes celebrats amb motiu del 750 aniversari de la carta pobla.